# 大桑格雷
大桑格雷（Sangre Grande）是加勒比海岛国特立尼达和多巴哥特立尼达岛东北部的最大城镇，行政上由大桑格雷地区（首府）管辖。位于阿里马东部和托科村西北部。始建于约1770年，2011年人口18,127人。